# Gérold de Faucigny
Gérold de Faucigny, mort un 1er juillet, entre 1126 et 1134, à Lutry (Pays de Vaud), est un évêque de Lausanne du XIIe siècle, issu de la maison de Faucigny.

## Biographie

### Origines
La généalogie de Gérold de Faucigny, parfois écrit Giroud, Giroldus, Giraud, Géraud ou Gérard et de sa famille est connue à travers un acte de 1119, concernant un don fait à l'église de Contamine-sur-Arve, publié notamment dans le Régeste genevois (1866). Il semble ainsi être le fils du seigneur de Guillaume Ier (Willelme) de Faucigny,, dit le Sage et de Ottilie (Utilie) ou Laetitia. Il aurait pour frère, le seigneur Raoul/Rodolfe/Rodolphe (I) (pt), Amédée, évêque de Maurienne,,. Il serait ainsi le neveu de l'évêque de Genève, Ardutius de Faucigny (1135 – 1185),, (Angley dit oncle). Enfin, il est neveu de l'évêque de Maurienne, Conon I (v.1081 – ap.1112), et du comte de Genève, Gérold, frère de l'évêque.

### Épiscopat
Gérold de Faucigny succède, vers 1105, sur le siège épiscopal de Lausanne, à Conon de Fenis, qui a eu un court épiscopat.
Entre 1105 et 1111, il approuve la construction d'une église dédiée à Sainte Marie-Madeleine sur le territoire actuel de Saint-Sulpice, supervisée par l'abbaye bénédictine de Molesme.
En 1107, selon le Régeste genevois, il donne à son neveu, le seigneur de Faucigny, le péage du Jeudi de Lausanne.
Gérold est un partisan de l'empereur Henri V du Saint-Empire,. Il est d'ailleurs au nombre des signataires d'un acte daté de 1125 qui donne à Conrad 1er de Zähringen (Zaeringen), fils du duc Berthold II de Zähringen droit d'avouerie sur l'abbaye bénédictine de Saint-Blaise, dans la région de la Forêt-Noire.
Gérold de Faucigny meurt un 1er juillet, à Lutry (canton de Vaud). L'année n'est pas connue précisément. Les historiens retiennent la période entre 1126 et 1134.